# Landesgartenschau Donauwörth 2028
Die Landesgartenschau Donauwörth 2028 ist eine für das Jahr 2028 in Vorbereitung befindliche Landesgartenschau in der Stadt Donauwörth im bayerischen Landkreis Donau-Ries. Ursprünglich war geplant, dass die Schau in Penzberg im Landkreis Weilheim-Schongau stattfindet, nachdem die Stadt 2022 den Zuschlag erhalten hatte. Nach jahrelangen Vorbereitungen entschied die Stadt jedoch im Frühsommer 2024, sich aus der Veranstaltung zurückzuziehen. Grund für den Ausstieg waren die angespannten städtischen Finanzen.
Donauwörth bewarb sich daraufhin kurzfristig und erhielt den Zuschlag für die Ausrichtung der Schau. Die Planungen umfassen unter anderem den Bau von drei neuen Brücken sowie die Schaffung eines grünen Bands rund um das Stadtzentrum, das bis in die Parkstadt reicht. Zusätzlich sind großzügige Grünflächen und ein Donaustrand vorgesehen. An der Uferpromenade wird außerdem eine bereits länger bestehende Lücke geschlossen. Das Zentrum der Landesgartenschau soll dabei der Volksfestplatz sein.
Die Gesamtkosten des Projekts werden auf rund 25,5 Millionen Euro geschätzt, wobei die Stadt Donauwörth etwa 8,2 Millionen Euro selbst aufbringen muss.